# Dirty Work - Agenzia lavori sporchi
Dirty Work è un film del 1998 diretto da Bob Saget.
Il film segnò la prima apparizione per MacDonald e Lange. Fu il primo film diretto da Saget, dopo che un anno prima lasciò il suo posto da presentatore dell'America's Funniest Home Videos.
Anche se il film ha ricevuto delle recensioni negative dai critici, e ha guadagnato poco al box office, è diventato un cult movie.

## Trama
Crescendo, i due amici Mitch Weaver e Sam McKenna vengono "istruiti" dal padre di Sam, Pops McKenna, di non farsi mai fregare da nessuno nella vita. La coppia di ragazzini impara subito a vendicarsi sui bulli della classe.
Nelle vita da adulto, dopo essere stati licenziato 14 volte in tre mesi ed essere stato lasciato dalla propria fidanzata, Mitch si trasferisce da Sam e Pops, che ha un infarto. All'ospedale, Pops confessa di essere anche il padre di Mitch, avendo avuto una relazione anche con sua madre. Anche se il cuore di Pops sta cedendo, il giocatore incallito dottor Farthing permetterà di far salire Pops nella lista di attesa dei trapianti se riceverà 50000 $ per salvarsi dal suo allibratore. Mitch e Sam ottengono un lavoro in un cinema con un datore di lavoro arrogante che abusa del proprio potere della propria posizione, e attuano la loro vendetta proiettando "Men In Black" al pubblico. I loro colleghi, dopo averli sfidati per scommessa,  si congratulano con loro e nasce così l'idea di aprire un'attività.
Mitch e Sam aprono una agenzia "vendicativa" denominata "Dirty Work" (in italiano Lavoro sporco), un'attività mirata, appunto, a vendicare clienti che hanno subito dei torti.
Mitch si innamora di una donna di nome Kathy che lavora per un prepotente venditore di auto usate. Progetta, quindi, di mettere in imbarazzo il venditore durante uno suo spot TV; il duo attua delle rappresaglie a pagamento per clienti molestati e vittime di ingiustizie finché interferiscono, per salvare un edificio in abbattimento in cui vive una simpatica donna anziana, con il produttore imprenditore senza scrupoli Travis Cole. Per questa azione finiscono in carcere. Cole li fa scarcerare ma li inganna convincendoli a distruggere il palazzo dove si troverebbe un "suo" appartamento e promette loro di pagarli in modo da salvare Pops. In seguito, Cole, per non pagarli, dice loro la verità, dichiarando che non era il proprietario, e che lui li ha costretti a vandalizzare il palazzo per ricomprarlo più tardi a poco prezzo, sfrattando gli inquilini, e ristrutturarlo affittandolo a gente onesta. Mitch, però, accidentalmente e senza saperlo, registra la confessione di quest'ultimo.
Mitch e Sam programmano la loro vendetta su Cole, usando il nastro per organizzare una trappola elaborata. Usando delle moffette, un esercito di prostitute, dei senza tetto, un amico "senza naso", biscotti con additivi allucinogeni e lo stesso Pops, rovinano la serata d'apertura del Don Giovanni, un'opera sponsorizzata a scopo benefico da Cole. Con la presenza dei media, Mitch fa ascoltare il nastro della confessione a Cole che accetta di pagare i 50,000 $ pattuiti e riceve un pugno nello stomaco del rele proprietario dello stabile distrutto. Cole strappa il nastro a Mitch minacciando di bloccare l'assegno, ma Mitch lo incastra comunque, trasmettendo, in diretta, la registrazione attraverso il sistema audio del teatro. Alla fine Cole viene arrestato e incarcerato, mentre Mitch si fidanza con Kathy e il dottor Farthing supera la sua patologia di giocatore d'azzardo.

## Produzione
Girato a Toronto, Ontario, Canada e al college Wycliffe, il film fu prodotto spendendo circa 13 milioni di dollari. Gli incassi in America furono oltre 10 milioni. Nessuna pubblicità fu mostrata sulla NBC fino a una settimana prima della distribuzione.
Durante la sua prima apparizione nell'Howard Stern Show il 18 settembre 2008, Chevy Chase parlò della produzione e della distribuzione del film con Artie Lange. Stando a Chase, fu sorpreso dalla crudezza della sceneggiatura originale, vietato ai minori, con un tono "sopra le righe" (in particolare una scena tagliata dove MacDonald e Lange consegnano ciambelle e vengono fotografati attorno ai loro genitali) e, stando a Lange, sono arrivati al punto di chiedere a MacDonald di non cambiare nulla, di "mantenerlo divertente". Lange disse che lo studio insistette sul classificare il film "Vietato ai minori di 13 anni" e spostarono l'uscita del film da febbraio a giugno, dove "scomparve" al confronto di altri blockbuster come Godzilla.

## Distribuzione
La MGM distribuì il film in DVD nell'agosto 1999, e per l'acquisto/noleggio in versione digitale.